# 楊愛瑾
楊愛瑾（英語：Miki Yeung Oi Kan，1985年2月14日—），香港女歌手及演員，前女子組合Cookies的成員。2002年簽約百代唱片，以歌手身份正式出道。2005年獨立發展後轉型為電影演員。曾主演多套電影，如《B420》、《龍咁威II之皇母娘娘呢？》、《愛上屍新娘》、《黑拳》、《阿飛》、《親愛的》、《我的最愛》、《保持愛你》等。2012年跨足電視圈，以部頭約身份加盟無綫電視拍攝劇集。2013年回歸樂壇，推出個人單曲《綿羊》。

## 背景
楊愛瑾生於香港，父親是香港人，母親是北京人（於順德聯誼總會梁銶琚中學任職校工）。她在家中排行第二，有一個哥哥。小學就讀於仁愛堂劉皇發夫人小學。中學就讀於屯門的順德聯誼總會梁銶琚中學（中一）和馬錦明慈善基金馬可賓紀念中學（中二至中五）。

## 發展歷程

### 入行經歷
2001年，16歲的楊愛瑾參加由Yes!所舉辦的「城市驚喜」欄目，被模特兒公司種星堂發掘，並簽約成為公司旗下模特兒，不時為香港各大雜誌拍攝照片，亦參與拍攝一些平面廣告及電視廣告，其中較為出名的有喜之郎、麥當勞等。
2002年，在種星堂的引薦下，楊愛瑾參與了香港百代唱片的受訓。

### 少女偶像時期
受訓完畢後，楊愛瑾成功簽約百代唱片成為旗下藝人。2002年6月，楊愛瑾以少女組合Cookies成員的身份正式出道，成為一名女歌手，隨組合推出首張EP《Happy Birthday》，推出後未到10天已接近金唱片銷量，賣到斷市。同年首次參與電影的拍攝，在電影《九個女仔一隻鬼》中飾演神婆。同年推出第二張EP《Merry X'Mas》，在年底樂壇各大頒獎禮中，Cookies獲得新城勁爆頒獎禮「勁爆新登場組合」銀獎、叱咤樂壇頒獎禮「叱咤樂壇生力軍組合」銅獎、十大勁歌金曲頒獎典禮「最受歡迎新組合」銅獎、十大中文金曲頒獎典禮「最有前途新人組合」銀獎、IFPI香港唱片銷量大獎「全年最高銷量新組合」、PM夏日人氣歌手頒獎禮「人氣女子組合」等獎項。
2003年，有「金牌經理人」之稱的黃柏高有意向百代唱片買下Cookies的經理人合約，但其感興趣的只有部分成員。同年3月，Cookies正式由九人變成四人，並以四人姿態加盟金牌娛樂（後金牌大風），四人包括楊愛瑾、吳雨霏、傅穎和鄧麗欣，重組後大受歡迎，同年推出新專輯《All The Best》。在年底樂壇各大頒獎禮中，Cookies獲得新城勁爆頒獎禮「勁爆人氣組合」、十大勁歌金曲頒獎典禮「最受歡迎廣告歌曲大獎銀獎」、雪碧榜「網絡人氣組合」、PM第三屆樂壇頒獎禮「實力人氣女子組合」、兒歌金曲開心嘉年華「最受歡迎兒歌金曲」銅獎等獎項。
2004年，楊愛瑾開展了組合以外的個人工作，其在電影《三更2之餃子》中客串演出一名15歲的墮胎少女，演技備受外界好評，更令她同時接到多個劇本，金牌娛樂亦有意讓其專注在影壇上發展。同年首次參與無綫劇集拍攝，在《爭分奪秒》中參演方中信的女兒，獲得外界好評。及後更在電影《B420》中首次擔任電影第一女主角。同年8月30日，舉辦首場組合演唱會。12月，推出專輯《4 In Love》。同年年底樂壇各大頒獎禮中，Cookies獲得十大勁歌金曲頒獎典禮「最受歡迎組合獎」銀獎、新城勁爆頒獎禮「勁爆組合」&「勁爆跳舞歌曲」、PM第三屆樂壇頒獎禮「實力人氣女子組合」、四台聯頒音樂大獎等獎項。
2005年3月，Cookies以單飛不解散姿態作個人發展，楊愛瑾由歌手轉型為電影演員。

### 電影演員時期
2005年暫別樂壇并轉型為電影演員後，以女主角身份參演電影《龍咁威II之皇母娘娘呢？》、《愛上屍新娘》。而《龍咁威II之皇母娘娘呢？》正式上映後票房破1,500萬，令她榮登千萬票房女主角。同年，其首部擔任女主角的作品《B420》正式上映，其演技備受外界好評，更有媒體指出楊愛瑾可憑該片角逐金像獎最佳女主角。《B420》榮獲多個國際電影節的奬項，包括「第四屆維也納國際電影節」最佳電影、日本「第19屆褔岡亞洲電影節」大賞、「第52屆悉尼電影節」及「2005年慕尼黑電影節選映作品、「2005年香港亞洲電影節」開幕電影等。
2006年，楊愛瑾繼續全面開展影視工作，其主演的《愛上屍新娘》上映，更參與了《黑拳》、《至尊無賴》、《戀愛初歌》等多部作品，大部分角色與楊愛瑾早前給人的少女形象大相庭徑，特別是《黑拳》中其所飾演的女主角為反面角色，獲得外界讚賞。
2007年，主演電影《阿飛》、《心想事成》、《十分愛》等，其中《十分愛》中其所飾演的女二號，是繼《黑拳》後第二次飾演反面角色。
2008年，主演電影《我的最愛》及《親愛的》，并透露其唱片公司金牌大風計劃在2009年替其推出唱片，回歸歌手身份。同年，開始嘗試主持等不同工作，為無綫電視旗下的J2台主持愛情訪談節目愛情研究院，而該節目因反應良好，延續拍攝至2010年。
2009年，楊愛瑾所屬唱片公司金牌大風發生人事變動，挖掘Cookies「四餅」的伯樂黃柏高被調職至電影部，令包括楊愛瑾新唱片在內的計劃均未能實行。在楊愛瑾約滿期間，選擇離開金牌大風，回歸初出道時期的模特兒公司種星堂並成為一姐。
2010年於書展推出個人首本電子書《抱瑾你》，但並沒有推出實體書。2011年參與電影《喜愛夜蒲》。另外，種星堂老闆鄒世龍亦承諾會替其出唱片，但由於種星堂沒有設立音樂部門，旗下藝人如周柏豪、鄭融等的音樂合約均是與華納唱片簽訂，而在收集新歌期間，楊愛瑾頻頻與種星堂以外的華納唱片旗下歌手如方大同、薛凱琪等共同出席公開活動，令外間相信楊愛瑾已與華納唱片簽訂歌手合約，並準備推出唱片。此事最後卻因負面消息而延期，最終擱置。

### 無綫電視藝員時期
2012年，楊愛瑾離開種星堂，加盟新經理人公司悅目映畫，並將事業重心放回電影以及電視劇上。同年正式簽約無綫電視，她成為部頭合約女藝員，也是首位簽約無綫電視的Cookies成員。簽約後她並沒有立即接拍電視劇，而是為無綫電視擔任節目《樓上有寶》的主持人。雖然從獨立發展後楊愛瑾沒有推出新歌以及個人唱片，但她聲稱自己沒有放棄歌唱事業，並有一直練歌、練琴。
2013年初，楊愛瑾為無綫電視拍攝了《神槍狙擊》、以及《貓屎媽媽》兩部電視劇。同年7月簽約唱片公司星娛樂，並推出了新歌《綿羊》，這是她2005年個人發展至今的第一首個人新歌。除了新歌外，還在書展推出了她的第二本書（第一本實體書）《Mikitopia》散文集。
2014年9月，楊愛瑾约满离开無綫電視，继续向娱乐圈其他方面发展。
2016年初，楊愛瑾約滿經理人公司悅目映画，恢復自由身，暫未簽約任何經理人公司，並則是現已淡出娛樂圈。

## 感情生活
媒體曾把徐天佑、鄭中基、方力申、周柏豪等人傳作楊愛瑾緋聞男友，丈夫為圈外人，永安集團太子爺郭永淳。2015年，他聲稱是跟前妻離婚後才認識她，以圖讓楊愛瑾洗脫長達7年“第三者”惡名。
2016年4月30日，楊與男友郭永淳於深水灣鄉村俱樂部舉行結婚派對，結束9年愛情長跑。2016年10月31日，楊愛瑾宣佈懷孕。2017年3月30日，楊愛瑾順產誕下一子，兒子英文名叫Luken。2018年10月23日，楊愛瑾於社交媒體宣布再度懷孕。2019年3月18日，楊愛瑾於社交媒體宣布誕下一女，女兒英文名叫Emma。

## 唱片

### 唱片
| 時期              | 專輯 # | 發行日期       | 專輯名稱       | 專輯類型  | 發行商   | 曲目 |
| ----------------- | ------ | -------------- | -------------- | --------- | -------- | --- |
| Cookies 年代      | 1st    | 2002年8月9日   | Happy Birthday | EP        | EMI      | 曲目 Video 1. 電腦檔案 2. 心急人上 (MV) 3. 紅組加油!! (MV) 4. Forever Friends (MV) Audio 1. Prelude Happy Birthday 2. 心急人上 (電影 九個女仔一隻鬼 主題曲) 3. 紅組加油!! 4. 曲奇自助餐 5. Forever Friends 6. 心急人上 (Doki Doki Mix) |
| Cookies 年代      | 2nd    | 2002年12月23日 | Merry X'mas    | EP        | EMI      | 曲目 1. 宇宙最強 2. 曲奇聖誕歌 3. 不要離我太遠 (鄧麗欣獨唱) 4. 認住我 (吳雨霏獨唱) 5. 青春不老 6. 麥包 7. 最後一塊 8. 問幾米 (心急人上國語版) 9. 宇宙最強 (Remix) |
| Mini Cookies 年代 | 1st    | 2003年8月13日  | All The Best   | 新曲+精選 | EMI      | 曲目 1. 一擊即中 2. 貪你可愛 (2003年廣告"Meko天然礦泉水"主題曲) 3. 他不准我哭 (鄧麗欣獨唱) 4. 不是校花 (吳雨霏獨唱) 5. 我未驚過 (楊愛瑾獨唱) 6. 綁架心上人 (傅穎獨唱) 7. 信心爆棚 (動畫 音樂小彗星 粵語主題曲) 8. 心急人上 (電影 九個女仔一隻鬼 主題曲) 9. 宇宙最強 10. 紅組加油!! 11. 曲奇聖誕歌 12. 不要離我太遠 (鄧麗欣獨唱) 13. 認住我 (吳雨霏獨唱) 14. 青春不老 15. 麥包 16. 曲奇自助餐 17. 最後一塊 18. Forever Friends 19. 問幾米 (心急人上 國語版) 20. 宇宙最強 (Comic Love Mix) 21. 心急人上 (Doki Doki Mix) |
| Mini Cookies 年代 | 2nd    | 2004年1月21日  | 4 Play         | EP        | EMI      | 曲目 Video 1. 電腦檔案 2. 大家歸瘦 (MV) 3. 眼淺 (MV) Audio 1. 大家歸瘦 2. 大頭貼 (吳雨霏獨唱) 3. 親朋勿友 (鄧麗欣+傅穎合唱) 4. 眼淺 5. 話別 (鄧麗欣獨唱) (電影 百份百感覺2003 插曲) 6. 心跳無聲 (吳雨霏獨唱) 7. 三角 (鄧麗欣獨唱) |
| Mini Cookies 年代 | 3rd    | 2004年12月18日 | 4 In Love      | 大碟      | 金牌娛樂 | 曲目 1. 派對動物 2. 他想來 3. 汽車酒店 4. 貪心 5. 粉紅救兵 6. 平凡明星 7. 青蛙公主 8. Wonderful Life |

#### 卡啦OK唱片
1. Holidays（2002年10月23日）
2. Channel Cookies（2003年11月17日）

#### 迷你演唱會唱片
1. 11團火音樂會（2004年12月24日）

#### 動畫歌曲
組合時期（Cookies）
- 2003年：信心爆棚（動畫《音樂小彗星》粵語片頭曲）
- 2004年：Wonderful Life（動畫《大頭狗仔隊》粵語片頭曲）

## 派台歌曲成績
註：組合名義的派台歌，請參閱Cookies之頁面。
| 派台歌曲成績 | 派台歌曲成績 | 派台歌曲成績 | 派台歌曲成績 | 派台歌曲成績 | 派台歌曲成績 | 派台歌曲成績 |
| ------------ | ------------ | ------------ | ------------ | ------------ | ------------ | ------------ |
| 唱片         | 歌曲         | 903          | RTHK         | 997          | TVB          | 備註         |
| 2013年       |              |              |              |              |              |              |
| 獨家試唱     | 綿羊         | -            | -            | -            | -            |              |

| 各台冠軍歌總數 | 各台冠軍歌總數 | 各台冠軍歌總數 | 各台冠軍歌總數 | 各台冠軍歌總數    |
| -------------- | -------------- | -------------- | -------------- | ----------------- |
| 903            | RTHK           | 997            | TVB            | 備註              |
| 0              | 0              | 0              | 0              | 四台冠軍歌總數：0 |

## 演出作品

### 電影
| 年度   | 戲名                       | 飾演   | 備註           |
| ------ | -------------------------- | ------ | -------------- |
| 2002年 | 《九個女仔一隻鬼》         | 神婆   | 第二女主角     |
| 2003年 | 《百分百感覺2003》         | Jenny  | 第二女主角     |
| 2004年 | 《三更2之餃子》            | 小琪   | 客串           |
| 2004年 | 《B420》                   | 蕎頭   | 第一女主角     |
| 2005年 | 《龍咁威II之皇母娘娘呢？》 | 小柔   | 第一女主角     |
| 2005年 | 《春田花花同學會》         | 女警員 | 客串           |
| 2006年 | 《愛上屍新娘》             | 小玉   | 第一女主角     |
| 2006年 | 《至尊無賴》               | 阿sa   | 第二女主角     |
| 2006年 | 《戀愛初歌》               | Mini   | 客串           |
| 2006年 | 《黑拳》                   | 田莉   | 第一女主角     |
| 2007年 | 《阿飛》                   | Nana   | 第一女主角     |
| 2007年 | 《心想事成》               | 柔柔   | 女配角         |
| 2007年 | 《十分愛》                 | 阿蚊   | 第二女主角     |
| 2008年 | 《我的最愛》               | 阿敏   | 第二女主角     |
| 2008年 | 《親愛的》                 | 阿敏   | 第二女主角     |
| 2009年 | 《保持愛你》               | 小金魚 | 四大女主角之一 |
| 2011年 | 《喜愛夜蒲》               | Milk   | 女配角         |
| 2014年 | 《六福喜事》               | 少女   | 客串           |
| 2015年 | 《再见我们的十年》         | Miki   | 第二女主角     |
| 2015年 | 《猛龍特囧》               | 主持人 | 客串           |

### 電視劇（無綫電視）
| 年度   | 戲名                     | 飾演    | 備註       |
| ------ | ------------------------ | ------- | ---------- |
| 2002年 | 《美麗在望》             | Cookies | 客串       |
| 2003年 | 《當四葉草碰上劍尖時》   | 學生    | 客串       |
| 2004年 | 《爭分奪秒》             | 馮美茵  | 第三女主角 |
| 2005年 | 《奇幻潮》之《羨慕死人》 | 盧鳳慈  | 第一女主角 |
| 2013年 | 《神鎗狙擊》             | 王若心  | 第三女主角 |
| 2013年 | 《貓屎媽媽》             | 宋秋波  | 客串       |

### 網劇
- 網劇藍罐最痛（2002年）
- 網劇百分百感覺冬日之戀（2002年）
- 網劇四曲奇談（2003年）
- 網劇发明大师（2015年）

### 港台節目
| 年度   | 戲名                             | 飾演   | 備註       |
| ------ | -------------------------------- | ------ | ---------- |
| 2009年 | 《海關故事》之《烤爐行動》       | 珠女   | 第一女主角 |
| 2010年 | 《沒有牆的世界》之《無聲的舞步》 | 陸菲   | 第一女主角 |
| 2010年 | 《愛回家》之《兩人世界》         | Fion   | 第二女主角 |
| 2010年 | 《有房出租 (第二辑)》            | Jackie | 第三女主角 |
| 2012年 | 《火速救兵II》之《勇者無懼》     | 黃愛玲 | 第一女主角 |
| 2013年 | 《私隱何價》之《疊影》           | 鍾嘉兒 | 第一女主角 |
| 2015年 | 《回到未來錢》之《阿明的發明》   | 美清   | 第一女主角 |

### 主持
- 愛情研究院 主持（J2）（2008-2010年）
- 樓上有寶 主持（翡翠台）（2012年）
- 代代接班人主持（翡翠台）（2013年）

### 舞台劇
- 親愛的, 維多利亞 飾 陸惠雅 Ria（2010年5月）

### 音樂錄影帶
| 年份 | 歌曲            | 歌手                         | 音樂錄影帶版本       |
| 2002 | 心急人上        | Cookies                      | 官方版、無線電視版本 |
| 2002 | 紅組加油        | Cookies                      | 官方版、無線電視版本 |
| 2002 | Forever Friends | Cookies                      | 官方版、無線電視版本 |
| 2002 | 宇宙最強        | Cookies                      | 官方版、無線電視版本 |
| 2002 | 曲奇聖誕歌      | Cookies                      | 官方版、無線電視版本 |
| 2002 | 最後一塊        | Cookies                      | 官方版               |
| 2002 | 曲奇賀年歌      | Cookies                      | 無線電視版本         |
| 2002 | 一一            | Shine                        | 官方版               |
| 2002 | 半個海洋        | B.A.D                        | 官方版               |
| 2002 | 十分K           | Double.R                     | 官方版               |
| 2003 | 一擊即中        | Cookies                      | 官方版、無線電視版本 |
| 2003 | 貪你可愛        | Cookies                      | 官方版               |
| 2003 | 他不准我哭      | Cookies                      | 官方版               |
| 2003 | 不是校花        | Cookies                      | 官方版               |
| 2003 | 我未驚過        | Cookies                      | 官方版               |
| 2003 | 綁架心上人      | Cookies                      | 官方版               |
| 2003 | 世界之大        | Cookies 方力申 鄧健泓 李彩樺 | 官方版               |
| 2004 | 大家歸瘦        | Cookies                      | 官方版、無線電視版本 |
| 2004 | 眼淺            | Cookies                      | 官方版               |
| 2004 | Wonderful Life  | Cookies                      | 無線電視版本         |
| 2004 | 派對動物        | Cookies                      | 官方版、無線電視版本 |
| 2004 | 他想來          | Cookies                      | 官方版               |
| 2004 | 貪心            | Cookies                      | 官方版               |
| 2004 | 平凡明星        | Cookies                      | 官方版               |
| 2004 | 青蛙公主        | Cookies                      | 官方版               |
| 2004 | 大城大事        | 楊千嬅                       | 官方版               |
| 2004 | 零藉口          | 方力申                       | 官方版               |
| 2004 | 使徒行傳        | 梁漢文                       | 官方版               |
| 2004 | 簡單而隆重      | Shine                        | 官方版（雙版本）     |
| 2004 | 04祝福你        | 群星                         | 官方版               |
| 2005 | 無賴            | 鄭中基                       | 官方版               |
| 2006 | 星期天          | 胡清藍                       | 官方版               |
| 2007 | 座右铭          | 吳雨霏                       | 官方版               |
| 2007 | 男人KTV         | 側田                         | 官方版               |
| 2007 | 重複犯錯        | 古巨基                       | 官方版               |
| 2008 | 候补情人        | 胡清藍                       | 官方版               |
| 2008 | 红颜知己        | 蘇永康                       | 官方版               |
| 2008 | 婚诫            | 蘇永康                       | 官方版               |
| 2009 | 我愛你很多      | 朱紫嬈                       | 官方版               |
| 2010 | 可惜所需不是我  | 周子揚                       | 官方版               |
| 2013 | 綿羊            | 楊愛瑾                       | 官方版               |

### 書籍
- 寫真集《Delicious Cookies》（with Cookies，2002年推出）
- 電子圖文集《抱瑾你》（2010年7月推出）
- 散文寫真書《Mikitopia》（2013年7月推出）

### 微電影
- 物‧語女子 （页面存档备份，存于） - 書條女孩 飾 書瑋（2012年暑假推出）
- 電影《寒戰》之官方前傳—《唯一抉擇 - One decision》 飾 女警

## 外部連結
- 楊愛瑾的Instagram帳戶
- MikiYeung.net[永久]
- MikiYeung Fans Group
- Miki's Cube （页面存档备份，存于）（雅虎Blog）
- Miki Life's Blog （页面存档备份，存于）（Jacso Blog）
- 楊愛瑾的新浪微博
- 《Mikitopia》 （页面存档备份，存于）–第一本推出的實體書